# Francesc Marià Servera i Jaume
Francesc Marià Servera i Jaume, (Sineu, Mallorca, 1827 — Sineu, Mallorca, ?), escriptor i metge cirurgià mallorquí.
Estudià filosofia i el primer any de medicina a ciutat de Palma. Va passar després a continuar els seus estudis a la Universitat de Barcelona, llicenciant-se el 1848 en medicina i cirurgia. Va exercir la professió de metge a Sineu, que va simultaniejar amb el cultiu de la poesia, a la qual s'havia aficionat durant la seva estada a Barcelona, sent-li premiades algunes de les composicions. Se li deu:
- Las intrigas de un privado, drama en cinc actes i en vers (Palma, 1845);
- La huerfana de Barcelona, novel·la històrica (Palma, 1850);
- Doña Elvira de Belloch ó hay nobles que nobles son, drama en cinc actes i en vers (Palma, 1851);
- Doiña Luz, la de Toledo, novel·la històrica (Palma, 1852);
- La corte de D. Enrique "el Doliente", drama en quatre actes i en vers;
- Francia, Inglaterra y España, comedia;
- El capitán Montaner, drama; La escuela de las solteras, comedia; El cardenal Alberoni, novel·la històrica; El mundo tal cual, novel·la, etc..

Les produccions d'aquest autor tenen poca vàlua literària.